# Эратема
Эратема (от лат. æra) — подразделение Общей стратиграфической шкалы, подчинённое эонотеме и подразделяющееся на геологические системы; отложения, образовавшиеся в течение эры.
Эратема отражает крупный этап развития литосферы (в определённой мере также атмосферы и гидросферы) и органического мира. Палеозойская, мезозойская и кайнозойская эратемы, составляющие фанерозойскую эонотему, характеризуются специфическими комплексами крупных таксонов животных и растений, вплоть до классов. Каждая эратема делится на три и более систем.
Термин предложен американским геологом Xоллисом Xедбергом в 1966 году, вскоре был принят Международной комиссией по стратиграфии (англ. ICS) в качестве подразделения в геохронологической шкале.